# Sławomir Trelka
Sławomir Sebastian Trelka (ur. 25 października 1970 w Zakopanem) – polski hokeista.

## Kariera zawodnicza
- Podhale Nowy Targ
- Stal Sanok (1989-1990)
- STS Sanok (1991–1992)

Wychowanek Podhala Nowy Targ. Hokej uprawiał od 1980. Został reprezentantem Polski w kategoriach wiekowych do lat 16, do lat 17, do lat 18. do lat 20. Przed edycją II ligi 1989/1990 został zawodnikiem Stali Sanok i w tym sezonie grał w barwach tej drużyny. Następnie odbył dwuletnią zasadniczą służbę wojskową. W listopadzie 1991 w trakcie edycji II ligi 1991/1992 został ponownie zawodnikiem klubu z Sanoka, w międzyczasie przemianowanego na Sanockie Towarzystwo Sportowe (STS). W klubie zajął się także szkoleniem młodzieży. W tym sezonie wraz z drużyną wywalczył awans do I ligi. Po sezonie, w którym grał w STS na zasadzie wypożyczenia z Podhala, opuścił klub, przerywając karierę.

## Osiągnięcia
Klubowe
- Awans do I ligi: 1992 z STS Sanok